# Agrimonia
Agrimonia es un género de plantas fanerógamas perteneciente a la familia de las rosáceas que incluye poco más que una docena de especies. 

## Descripción

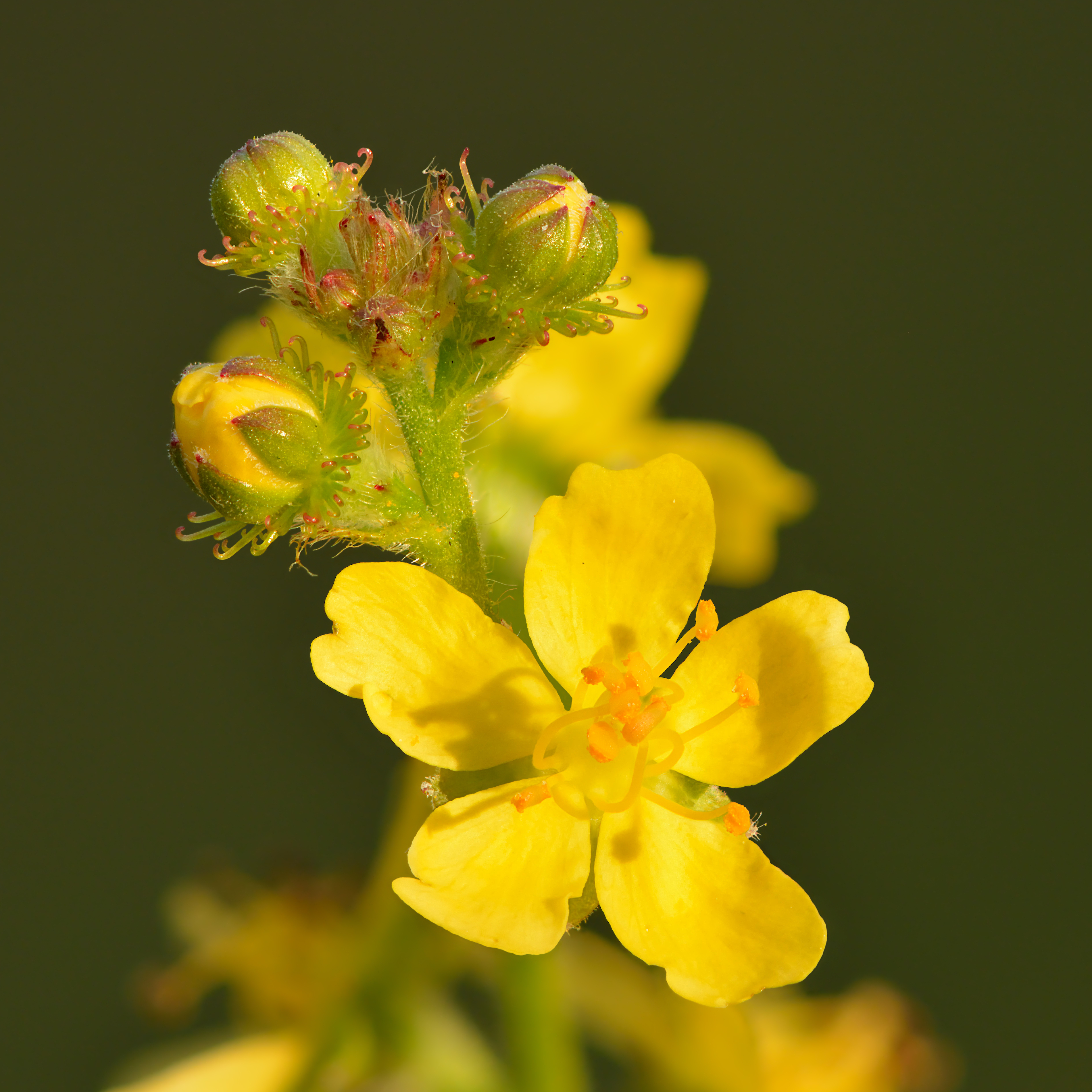
Detalle de la inflorescencia.

Las especies de Agrimonia son plantas herbáceas, perennes y floridas, nativas de las regiones templadas del Hemisferio Norte, con una especie también en África. Crecen entre 1/2 a 2 m de altura, con hojas pinnadas y flores amarillas en inflorescencia.

## Taxonomía
Agrimonia fue descrita por Carlos Linneo y publicado en Species Plantarum 2:418. 1753. La especie tipo es: Agrimonia eupatoria L. (1753)
Etimología
Agrimonia: nombre genérico que tanto el The Jepson Manual como Philip Alexander Munz en A Flora of Southern California postulan que este nombre deriva del griego argema, para "ojos enfermos", debido a su supuesto valor medicinal, pero no se puede encontrar ninguna referencia de que la agrimonia haya sido utilizada para las enfermedades oculares. Otra posibilidad es que se trata de una mención de algún otro epíteto, tal vez argemone, un antiguo nombre utilizado por Dioscórides y Plinio el Viejo para la amapola, o argemonion , un nombre Dioscórides aplica a la Anemone. Estos dos derivaciones en realidad podría refieran a la misma cosa porque argemone es supuestamente una palabra dada por los griegos a las plantas que sanaban los ojos. Umberto Quattrocchi también sugiere la explicación menos probable de que podría ser del griego agros = "de campo o tierra abierta", y monos = "solamente, solo".

## Especies
1. Agrimonia bicknellii
2. Agrimonia eupatoria L. (1753) : agrimonia, hierba de San Guillermo, palo del burro, cientoenrama, eupatorio, mermasangre, agrimonia común, hierba bacera, hierba del podador, hierba de las heridas, té del norte.
3. Agrimonia gryposepala Wallr.
4. Agrimonia incisa  Torr. & Gray
5. Agrimonia japonica (Miq.) Koidz.
6. Agrimonia koreana
7. Agrimonia microcarpa Wallr.
8. Agrimonia nipponica
9. Agrimonia odorata (Gouan) Mill.
10. Agrimonia parviflora Aiton
11. Agrimonia pilosa Ledeb. = Agrimonia dahurica Ser.
12. Agrimonia procera Wallr. (1840) = Agrimonia odorata auct. non Mill.
13. Agrimonia pubescens Wallr.
14. Agrimonia repens
15. Agrimonia rostellata Wallr.
16. Agrimonia striata Michx.